# Заварний чайник

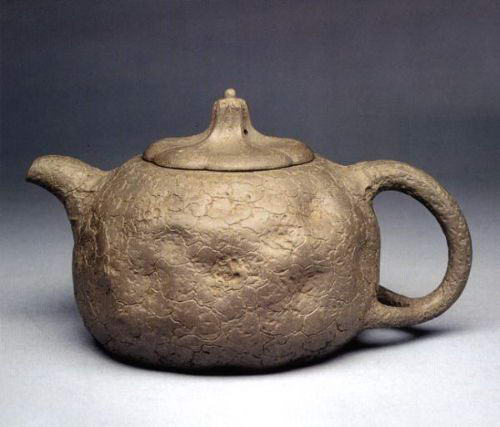
«Чайник Гонг Чун», один з найдавніших заварних чайників у світі. Оригінал зберігається в Пекінському палацовому музеї

Заварни́й чайник, також Чайник-зава́рник — опукла, рідко циліндрична посудина зі срібла, латуні, міді, заліза, каменю, порцеляни чи скла, в якій заварюють чай, зберігають його в теплі, транспортують та подають на стіл. У конструкції чайника може бути сито для відсіювання чаїнок. Також існує чайне ситечко, що використовується як окремий предмет або підвішується на носик чайника для заварювання. Для збільшення часу охолодження вмісту чайника існує «чайна баба».

## Відмінності від кавника
Чайник відрізняється від кавника трьома особливостями:
- Він приблизно такий же широкий, як високий або навіть ширший, ніж високий. Барвники та ароматизатори, що виділяються з настоюваного чайного листя і, як правило, залишаються на дні, можуть рівномірніше, ніж у високому глечику, розподілятися у всій воді.
- Носик чайника набагато глибший, ніж у кавника, часто навіть на самому дні корпусу, тож пігменти та аромати, зосереджені в нижній частині посудини, можна першими перелити в посудину для пиття. (У кавнику носик розташовується згори, щоб до чашки не потрапляла кавова гуща.
- Як правило, в заварному чайнику встановлюється пристрій, який утримує заварене чайне листя при наливанні чаю. Це можуть бути перфоровані отвори при переході від корпусу посудини до носика або конічна фільтрувальна вставка, підвішена згори в посудині, яка досягає до дна.

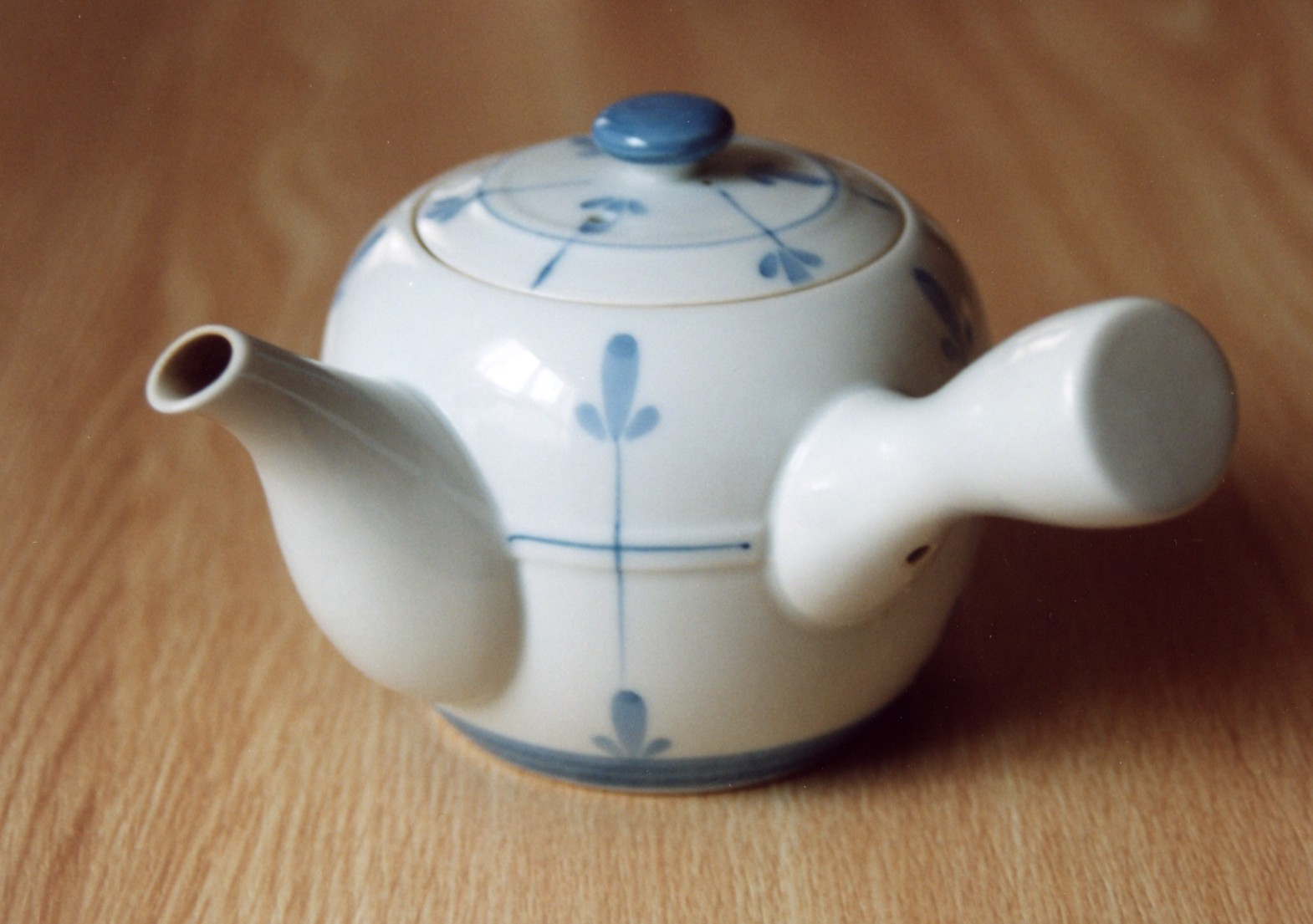
Японський чайник типу йокоде-кюсу

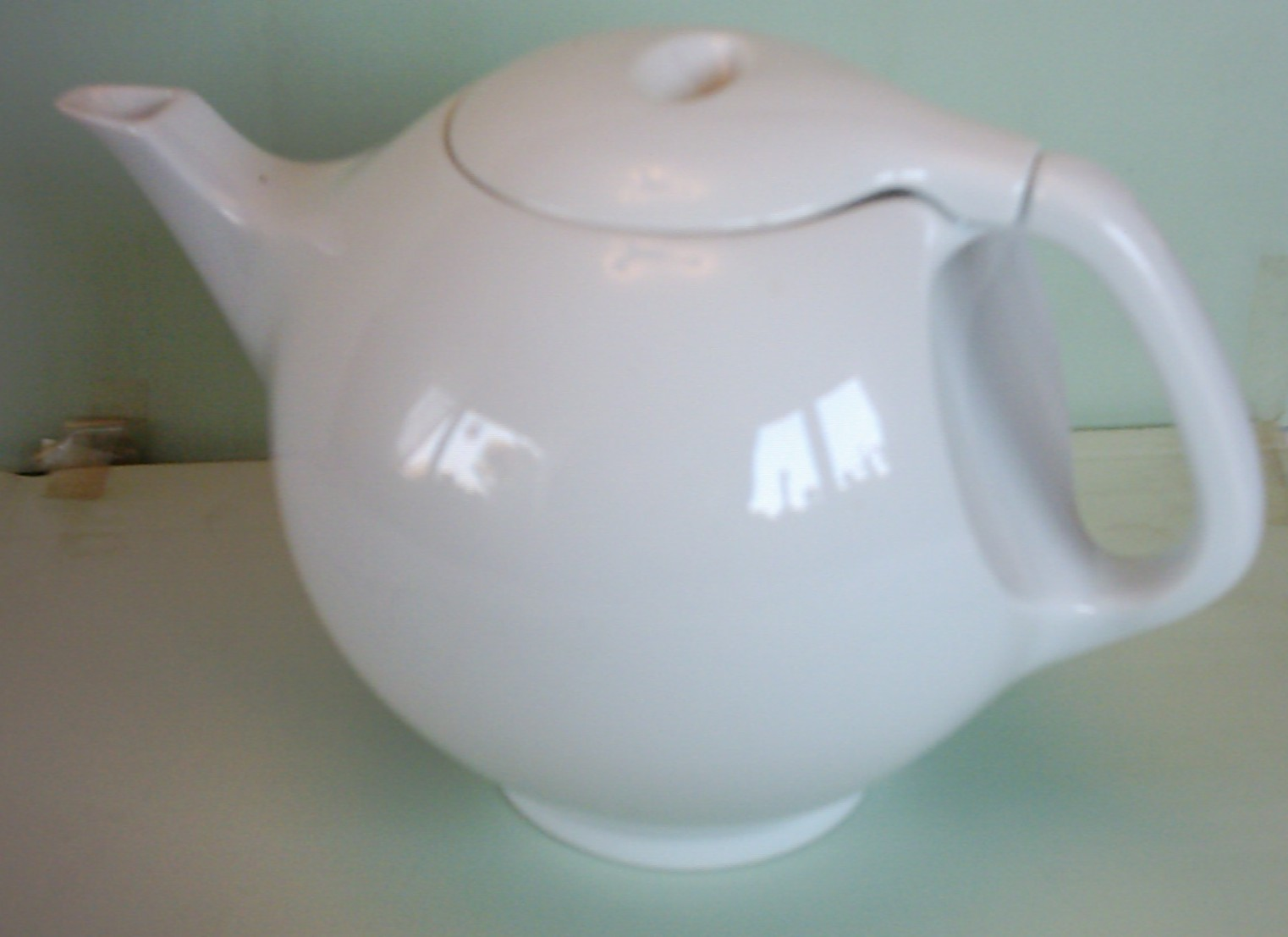
Чайник із мануфактури Фюрстенберг, 1999 рік

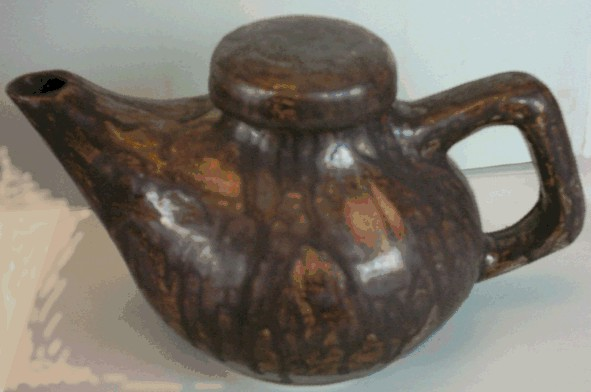
Керамічний чайник, близько 1980 року

## Історія
У той час як перші історичні джерела, в яких згадується про чай у Китаї відносяться до 221 року до н. е., перші заварні чайники з червоної глини Zǐshā, південного китайського регіону Ісин з'явилися лише за часів династії Мін (1368—1644).
Звичайний до того часу спосіб приготування чаю шляхом спінювання зеленого порошку просто в чайній посудині поступився місцем приготуванню шляхом заварювання листя в чайнику.
У культурі пізньої династії Мін та наступної династій Цін спільне споживання вишуканих чаїв, які готувались у якісних заварних чайниках, відігравало центральну роль як символ соціального статусу та високої культури. Вчені та вельможі тісно співпрацювали з гончарями, каліграфами та візуальними художниками, щоб створити максимально унікальні посудини.
Китайський чай вперше був привезений до Європи на початку XVII століття голландською Ост-індійською компанією.
Чайник вперше був задокументований у 1620 році в інвентарному списку португальського торговця з Макао.
Вантаж корабля, який затонув у Південнокитайському морі в 1643 році, містив близько 23 000 порцелянових предметів, у тому числі 255 чайників. Форма та колір керамічних предметів характеризують їх як китайську експортну порцеляну для Європи. Найдавніші чайники, які збереглися в Європі, датуються кінцем XVII століття.
Одну з найдавніших відомих ілюстрацій посудини з червоної глини Ісин, матеріал і форма якої явно свідчить про використання її як чайника, можна знайти на кількох картинах Пітера Герріца ван Рестратена (1627—1698).
Наприкінці 1670-х років такі європейські керамісти, як Арій де Мільде в Делфті, Джон та Девід Елрс у Стаффордширі, Англія, а на початку XVIII століття також Йоганн Фрідріх Беттгер у німецькому місті Майссені взялися виготовляти чайники за китайськими зразками.
У XVII та XVIII століттях в Англії виготовляли грушоподібні чайники із S-подібним вигнутим носиком які англійці разом із зеленим чаєм поширили і в Марокко, а тамтешня форма чайника в чайній культурі північного заходу Африки досі є моделлю для більшості чайників.
Як сервірувальний посуд, чайники, зазвичай, є центром уваги на столі й часто є головним елементом для серії посуду.
Нині чайники доступні в найрізноманітніших кольорах, формах і розмірах, суто функціональні або фігуративно-кітчеві з усіма проміжними варіаціями. Чайники також є предметом колекціонування та експонуються у відповідних музеях.